# Paraphlomis lancidentata
Paraphlomis lancidentata là một loài thực vật có hoa trong họ Hoa môi. Loài này được Y.Z.Sun mô tả khoa học đầu tiên năm 1935.